# جون أنطوني بيرنز
جون أنطوني بيرنز (بالإنجليزية: John Anthony Burns) من مواليد 30 من شهر اذار / مارس من سنة 1909 في ولاية مونتانا وتوفي في 5 نيسان / أبريل من سنة 1975 في مدينة هونولولوعاصمة ولاية هاواي هو سياسي أميركي ينتمي إلى الحزب الديمقراطي الأمريكي كان الحاكم الثاني في ولاية هاواي ما بين سنة 1962 إلى سنة 1974درس بيرنز في جامعة هاواي خسر بيرنز في الانتخابات الأولى ضد حاكم وليام فرانسيس كوين ثم انه فاز في الانتخابات التي جرت في عام 1962 واعيد انتخابه في عامي 1966 و 1970وتجدر الإشارة بان جون أنطوني بيرنز كان كاثوليكيا.
دفن جون أنطوني بيرنز في المقبرة التذكارية الوطنية لمنطقة المحيط الهادئ في هونولولو.